# Grupo Corripio
El Grupo Corripio es un grupo empresarial privado dominicano, propiedad de la familia Corripio y su principal líder es José Luis «Pepín» Corripio Estrada. Fue fundado por Manuel Corripio en 1930 y actualmente tiene una plantilla de más de 12.000 colaboradores. Grupo Corripio tiene participación en varios sectores comerciales de la República Dominicana, siendo uno de los grupos empresariales mejor consolidados y diversos del país.

## Historia temprana
Manuel Corripio llega a la República Dominicana en 1917. Inicia su desarrollo laboral junto a su hermano Ramón trabajando en Casa Lavandero.
En 1925, Ramón Corripio se independiza y se lleva a su hermano Manuel a trabajar con él como socio. Desde 1929, se desata la depresión económica más grande de la historia. En 1930 asciende al poder Rafael Trujillo, es cuando cambia el nombre de la ciudad de Santo Domingo a Ciudad Trujillo. 
Manuel y Ramón retornan a España ante la destrucción provocada por el ciclón San Zenón. En 1932, Manuel Corripio se casa con Sara, en España, de este matrimonio nace José Luis, más conocido como don Pepín Corripio.   
Manuel Corripio decide regresar solo a República Dominicana ya que estalla la guerra civil española. A su regreso, funda el almacén Manuel Corripio en la avenida Mella con Santomé, instalándose definitivamente en el país en 1936. 

## Crecimiento y expansión
Grupo Corripio ha logrado mantener una tasa de crecimiento saludable en forma constante. En sus inicios, el crecimiento del grupo se mantuvo concentrado en el mercado nacional dominicano y fue posible mediante la creación de nuevos negocios y el desarrollo de nuevas alianzas. En la actualidad Grupo Corripio tiene negocios en Puerto Rico y Estados Unidos.  
Para 1964, el almacén de provisiones fundado en 1936 crece y se convierte en Manuel Corripio CXA. Y es en 1965 cuando se establece Distribuidora Corripio, dedicada en sus inicios a la distribución y venta de electrodomésticos y gas propano (Gas Pepín).  
Ya en 1967, se adquiere distribución exclusiva de las marcas Peugeot y Renault  (bajo las empresas Técnica S.A. y Euromotors, que hoy conforman la división de Autos Corripio o AUCO).  
Para 1968 se crea la fábrica de zinc bajo el nombre de Industrias Corripio y en 1971, se crea la fábrica de cables eléctricos Alambres y Cables.  
La incursión de Grupo Corripio en los medios de comunicación se inicia para 1979, con la participación mayoritaria del periódico El Nacional, en el 1980 se suma la empresa Telesistema Dominicana y se funda Editora Corripio CXA. Aumentando la plantilla de medios en 1981, con la integración del periódico Hoy y para 1985 la plantilla de medios sigue creciendo cuando Teleantillas se suma a la lista.  
También en 1981, se adquiere empresa Pisos y Techados Torginol y se promueve con la marca Pinturas Tropical. En 1986, se establece Envases Tropicales como división de Pisos y Techados Torginol dedicada a la fabricación de latas y envases plásticos. En este año, también nace la Fundación Corripio Incorporada, dedicada a contribuir de manera sostenida a la promoción y justo aprecio de los valores representativos de la cultura nacional.  
Ya para 1990, se adquiere la representación y distribución de Procter & Gamble. En 1999, adquiere el 20% de Cementos Colón (hoy Argos); para 2000 se compra la empresa Cereales en General para la distribución exclusiva de Gatorade y la fabricación de productos Quaker, Aunt Jemima y Frescavena, en este año también se adquiere Victorina Agroindustrial.  
En 2001 se constituye la empresa CORVI PVC y para 2002, Corripio funda el primer periódico de distribución gratuita El Día mientras se constituye la empresa CORVI Acero. 
Y es en 2005 adquiere una participación de Pinturas Popular, y en 2006 se inicia la operación de la fábrica y comercialización de productos ferreteros Lanco.  
En 2009 se adquiere la participación mayoritaria del periódico Listín Diario, uno de los medios de comunicación de mayor longevidad y prestigio de la República Dominicana.  
En 2011, se inaugura la planta de fabricación de bebidas Gatorade, y durante 2016 se adquiere el 50% de Isla Dominicana de Petróleo, así como también el control accionario de Molinos del Higuamo 
En 2019, se inaugura fábrica Dos Pinos con leche La Granja y jugos pasteurizados.  
Durante 2021, se evidencia el mayor crecimiento interanual de la historia de la economía del país. Y Grupo Corripio realiza importantes alianzas entre ellas con las estaciones ESSO desde Isla Dominicana, Nutriciosa (productos cárnicos) y Grupo Bolín (pan y derivados). 
Entre las fortalezas que exhibe el Grupo Corripio, destacan amplio portafolio de marcas, exclusividad de marcas internacionales, diversificación de sectores –industrias, alianza con socios estratégicos mundiales, altísima solidez financiera– ausencia de deuda financiera, buena reputación a nivel país, liderazgo o alta participación de mercado en industrias, cadena de medios de comunicación y capacidad de distribución. 

## Actividades sociales
El éxito que ha tenido el Grupo Corripio durante décadas ha permitido a la familia expandir su influencia en todo el país. El Grupo ha establecido la Fundación Corripio que colabora en el desarrollo de una amplia variedad de objetivos y programas relacionados con la difusión cultural. 
Los proyectos desarrollados por la Fundación Corripio la Biblioteca de Clásicos Dominicanos, ya alcanzan 40 títulos de autores nacionales de los siglos XIX y XX. Asimismo, la Fundación edita la Colección Prisma, que reúne obras y autores diversos y una serie de antologías, en orden cronológico, de la obra de los autores galardonados con el Premio Nacional de Literatura. Como más reciente aporte, la Fundación presentó la iniciativa "Un Viaje a la Historia", una plataforma digital desarrollada para fortalecer la promoción y conocimiento de la historia dominicana de una manera moderna y dinámica.  

## Empresas del Grupo Corripio
Grupo Corripio tiene presencia como socio mayoritario, representante para República Dominicana o dueño total de las siguientes empresas:
- Grupo de Comunicaciones Corripio (Digo (comunicación Digital), Telesistema 11, Teleantillas, Coral 39, Canal 51 Región Cibao, Hoy (periódico), Revista En Sociedad, Revista Tin Marín, Listín Diario, El Día, Periódico el Nacional, Emisora "La Nota 95.7", Emisora HIJB 830AM y Radio Listín (99.7FM y 97.7FM)
- Distribuidora Corripio (Tiendas Corripio, El Mundo del Juguete, Moda y Consumo Masivo)
- Envases Tropicales
- Grupo CORVI

- Pisos y Techados Torginol
- Editora Corripio
- Autos Corripio (Técnica y Euromotors)
- Productos Victorina

- Emisora "La Nota 95.7"
- Emisora HIJB 830AM
- Cementos Andinos Dominicanos
- Cereales en General CxA
- Isla Dominicana S.A.

- Leche Dos Pinos
- Molinos del Higuamo INC.
- Editora Corripio
- Ramón Corripio (RACO)
- Manuel Corripio (MACO)
- Listo Ferretería

- Pinturas Tropical
- Lanco
- Planta Coasis
- Grupo Bolín
- Nutriciosa
- Molinos del Higuamo
- Marcas y representaciones
  - Pinturas Popular
  - Pinturas Domastur
  - Gatorade 
  - Burger King 
  - Krispy Kreme
  - Papa John's 
  - Pinkberry 
  - Popeyes Louisiana Kitchen 
  - Charmín 
  - Duracell 
  - Pampers 
  - Campbells 
  - Keebler Company 
  - Ariel 
  - Tropicana 
  - Lipton 
  - Jugos Petit  
  - Hoja de maquinilla Magnus
  - Quaker Oats Company  
  - Leche La Granja
  - Papel Higiénico Suave